# Lisina N-acetiltransferasa
En enzimología, la lisina N-acetiltransferasa (también denominada lisina acetiltransferasa o K-acetiltransferasa) es una enzima que acetila residuos del aminoácido lisina de determinadas proteínas diana. En este grupo se incluyen las enzimas conocidas como histona acetiltransferasas (HAT) cuyos sustratos pueden incluir proteínas diferentes a las histonas. 

## Función
Estas enzimas constituyen un tipo de transferasas, y transfieren un grupo acetilo desde una molécula de acetil-CoA a la lisina diana, creando una ε-N-acetil lisina, tal y como se muestra a continuación:
Acetil fosfato + L-lisina {\displaystyle \rightleftharpoons } fosfato + N6-acetil-L-lisina
Las lisina acetiltransferasas incluyen varias familias proteicas entre las cuales cabe destacar las dos siguientes:
- Familia MYST.
- Familia GCN5 y relacionadas.

## Acetilación de histonas
Este tipo de modificación postraduccional se produce principalmente en los extremos N-terminal de las histonas, y está relacionado con diversos procesos, como deposición de las histonas, activación transcripcional y reparación del ADN. Cada lisina acetiltransferasa tiene un especificidad de sustrato específica, modificando lisinas determinadas en diferentes tipos de histonas.

## Acetilación de proteínas no-histonas
Se ha descrito la acetilación de diversos factores de transcripción, así como de los microtúbulos, unas proteínas estructurales del citoesqueleto celular.